# Rubidgea atrox
Rubidgea atrox és una espècie de sinàpsid extint de la família dels gorgonòpids que visqué durant el Permià superior en allò que avui en dia és el sud d'Àfrica. Se n'han trobat restes fòssils a Sud-àfrica i Tanzània. Es tracta de l'única espècie reconeguda del gènere Rubidgea.
Feia uns 3 m de llargada total. La regió temporal del crani, més robust que el d'Inostrancevia, estava molt engrandida cap als costats. És possible que cacés restant a l'aguait prop de cursos d'aigua, amagat entre la vegetació, per saltar sobre les preses que s'hi acostessin a beure.